# Gomphus floccosus
Gomphus floccosus är en svampart som först beskrevs av Ludwig David von Schweinitz, och fick sitt nu gällande namn av Rolf Singer 1945. Gomphus floccosus ingår i släktet Gomphus och familjen Gomphaceae.   Inga underarter finns listade i Catalogue of Life.

## Källor

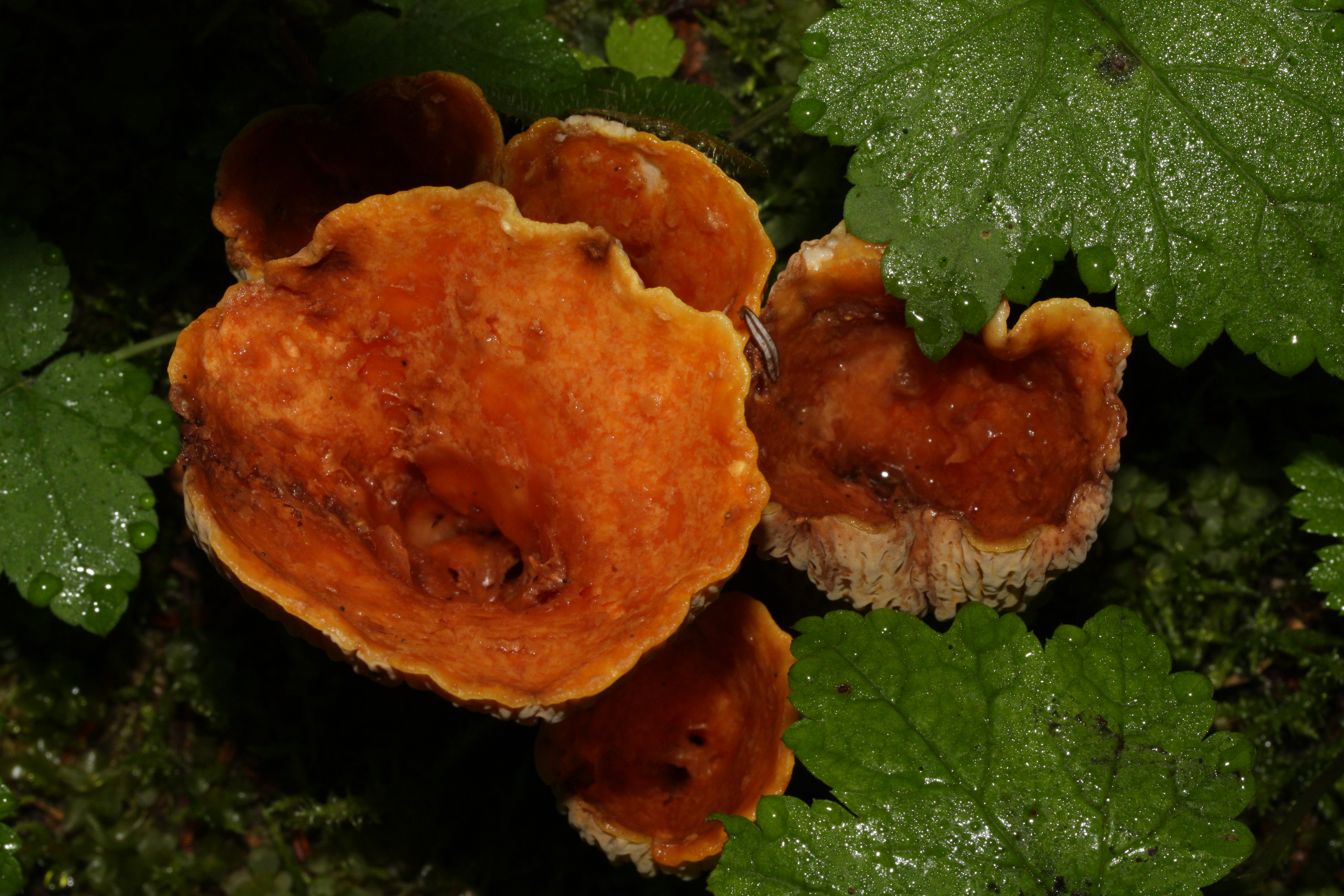
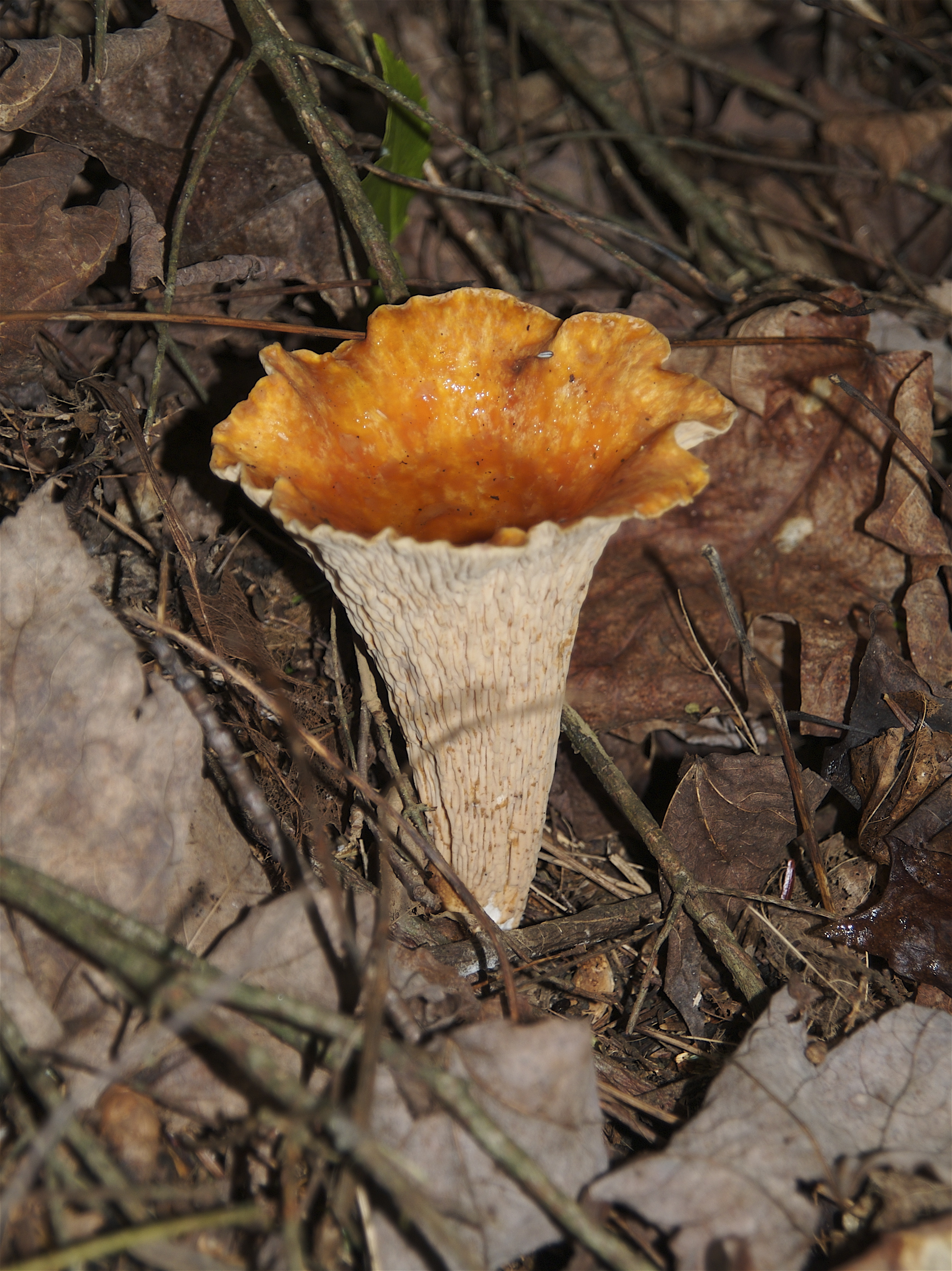